# Dukla Olomouc (basketbal)
Dukla Olomouc byl český vojenský basketbalový klub z Olomouce. Klub vyhrál nejvyšší ligu celkem dvakrát (v letech 1973, 1975) a patří mu v historických tabulkách československé ligy celkové 7. místo. Založen byl v roce 1962, zanikl v roce 1994.

## Historie
Olomoucká Dukla (ASD) basketbal začala psát svou historii v roce 1962. V ligové soutěži hrála 29 sezón. Dvakrát sestoupila do nižší soutěže, ale až poslední sestup v sezoně 1992–1993 byl definitivním koncem působení v první lize.
V letech 1962–1979 vedl družstvo Drahomír Válek a v letech 1979–1986 Vladimír Dzurilla. Po této etapě se v ASD až do jeho zániku vystřídali trenéři Zdeněk Kos, Pavel Pekárek, Václav Dvořák. Všichni zde jmenovaní trenéři působili dlouhá léta jako hráči ASD (instruktoři sportu) a spolu s několika dalšími spoluhráči např. Stanislav Petr, Miloš Váňa, Josef Musil, Josef Šťastný, Miloš Hradec tvořili v tom kterém ročníku osu družstva.
Vojenskou základní službu se v Olomouci odsloužili také mnozí reprezentanti republiky např. Ďuriš, Mifka, Zídek, Zedníček, Konvička, Klimeš, Bobrovský, Pospíšil, Žáček, Sedlák, Rajniak, Ptáček, Okáč, Havlík a jiní.
V roce 1973 a 1975 byla Dukla mistrem republiky. V roce 1970 a 1978 obsadila druhé místo a v letech 1972, 1974, 1979, 1980, 1984, 1986 skončila na třetím místě. Dvakrát byla také vítězem Československého poháru.
V roce 1985 vzniklo TSM (tréninkové středisko mládeže) a SVSM (středisko vrcholového sportu mládeže, trenéři Kos a Pekárek), které však již nemělo dlouhého trvání. Od roku 1994 bylo vytvořeno občanské sdružení a pod hlavičkou BK Olomouc se stalo členem UNIASK ČR (Unie armádních sportovních klubů České republiky), které působí v nižších basketbalových soutěžích.

## Získané trofeje
- Československá basketbalová liga ( 2× )
  - 1972/73, 1974/75

## Umístění v jednotlivých sezonách
Stručný přehled
Zdroj: 
- 1962–1981: 1. liga (1. ligová úroveň v Československu)
- 1982–1989: 1. liga (1. ligová úroveň v Československu)
- 1990–1993: 1. liga (1. ligová úroveň v Československu)
- 1993: 1. liga (1. ligová úroveň v České republice)

Jednotlivé ročníky
Zdroj: 
Legenda: ZČ - základní část, červené podbarvení - sestup, zelené podbarvení - postup, fialové podbarvení - reorganizace, změna skupiny či soutěže
| Československo (1962 – 1993) |         |           |           |                                       |              |
| Sezóny                       | Soutěž  | Úroveň    | ZČ        | Play-off, nadstavba, sk. o udržení... | Poznámky     |
| 1962/63                      | 1. liga | 1. úroveň | 8. místo  |                                       |              |
| 1963/64                      | 1. liga | 1. úroveň | 7. místo  |                                       |              |
| 1964/65                      | 1. liga | 1. úroveň | 6. místo  |                                       |              |
| 1965/66                      | 1. liga | 1. úroveň | 4. místo  |                                       |              |
| 1966/67                      | 1. liga | 1. úroveň | 5. místo  |                                       |              |
| 1967/68                      | 1. liga | 1. úroveň | 4. místo  |                                       |              |
| 1968/69                      | 1. liga | 1. úroveň | 6. místo  |                                       |              |
| 1969/70                      | 1. liga | 1. úroveň | 2. místo  |                                       |              |
| 1970/71                      | 1. liga | 1. úroveň | 5. místo  |                                       |              |
| 1971/72                      | 1. liga | 1. úroveň | 3. místo  |                                       |              |
| 1972/73                      | 1. liga | 1. úroveň | 1. místo  |                                       |              |
| 1973/74                      | 1. liga | 1. úroveň | 3. místo  |                                       |              |
| 1974/75                      | 1. liga | 1. úroveň | 1. místo  |                                       |              |
| 1975/76                      | 1. liga | 1. úroveň | 6. místo  |                                       |              |
| 1976/77                      | 1. liga | 1. úroveň | 6. místo  |                                       |              |
| 1977/78                      | 1. liga | 1. úroveň | 2. místo  |                                       |              |
| 1978/79                      | 1. liga | 1. úroveň | 3. místo  |                                       |              |
| 1979/80                      | 1. liga | 1. úroveň | 3. místo  |                                       |              |
| 1980/81                      | 1. liga | 1. úroveň | 10. místo |                                       | Sestup       |
| ...                          |         |           |           |                                       |              |
| 1982/83                      | 1. liga | 1. úroveň | 4. místo  |                                       |              |
| 1983/84                      | 1. liga | 1. úroveň | 3. místo  | Zápas o 3. místo (výhra)              |              |
| 1984/85                      | 1. liga | 1. úroveň | 7. místo  |                                       |              |
| 1985/86                      | 1. liga | 1. úroveň | 3. místo  | Zápas o 3. místo (výhra)              |              |
| 1986/87                      | 1. liga | 1. úroveň | 5. místo  |                                       |              |
| 1987/88                      | 1. liga | 1. úroveň | 10. místo |                                       |              |
| 1988/89                      | 1. liga | 1. úroveň | 11. místo |                                       | Sestup       |
| ...                          |         |           |           |                                       |              |
| 1990/91                      | 1. liga | 1. úroveň | 11. místo |                                       |              |
| 1991/92                      | 1. liga | 1. úroveň | 4. místo  | Zápas o 3. místo (prohra)             |              |
| 1992/93                      | 1. liga | 1. úroveň | 16. místo |                                       | Reorganizace |
| Česko (1993)                 |         |           |           |                                       |              |
| Sezóny                       | Soutěž  | Úroveň    | ZČ        | Play-off, nadstavba, sk. o udržení... | Poznámky     |
| 1993                         | 1. liga | 1. úroveň | 6. místo  | Skupina o umístění (7. místo)         |              |

## Účast v mezinárodních pohárech
Zdroj: 
| Výkonnostní úrovně |
| mezikontinentální úroveň – Interkontinentální pohár                                                                                                  |
| 1. výkonnostní úroveň – Pohár mistrů evropských zemí, FIBA SuproLeague, Euroliga                                                                     |
| 2. výkonnostní úroveň – Pohár vítězů pohárů, Saportův pohár, ULEB Eurocup                                                                            |
| 3. výkonnostní úroveň – Koračův pohár, FIBA EuroCup Challenge (2002–2003), FIBA EuroChallenge, FIBA Europe Cup (2015–2016), Basketbalová liga mistrů |
| 4. výkonnostní úroveň – FIBA EuroCup Challenge (od r. 2003), FIBA Europe Cup (od r. 2016)                                                            |

Legenda: EL - Euroliga, PMEZ - Pohár mistrů evropských zemí, IP - Interkontinentální pohár, FSL - FIBA SuproLeague, UEC - ULEB Eurocup, BLM - Basketbalová liga mistrů, FEC - FIBA Europe Cup, PVP - Pohár vítězů pohárů, SP - Saportův pohár, KP - Koračův pohár, FECH - FIBA EuroChallenge, FECCH - FIBA EuroCup Challenge
- PVP 1970/71 – 2. kolo
- PMEZ 1973/74 – 2. kolo
- PVP 1974/75 – 2. kolo
- PMEZ 1975/76 – 2. kolo
- PVP 1978/79 – 2. kolo